# 다마시로 슌고
다마시로 슌고(일본어: 玉城 峻吾, 1991년 4월 25일 ~ )는 일본의 축구 선수이다.

## 구단 경력
그는 2015년부터 2021년까지 J리그의 츠바이겐 가나자와, FC 이마바리에서 활동하였다.